# Resolutie 1960 Veiligheidsraad Verenigde Naties
Resolutie 1960 van de Veiligheidsraad van de Verenigde Naties werd unaniem door de VN-Veiligheidsraad aangenomen op 16 december 2010.
De resolutie, die door 60 landen werd gesteund, stelde maatregelen voor tegen seksueel geweld in conflictgebieden; een vorm van geweld die steeds ernstiger vormen aannam.

## Inhoud

### Waarnemingen
Er kwam maar weinig vooruitgang in de kwestie seksueel geweld tegen vrouwen en kinderen gedurende gewapende conflicten.
Volgens een rapport van de secretaris-generaal kwam dergelijk geweld wereldwijd voor, ondanks herhaaldelijke veroordelingen en oproepen aan partijen in conflicten om hier onmiddellijk mee te stoppen.
Alle landen en niet-landen werden herinnerd aan hun verplichting om zich aan het internationaal recht te houden, waaronder het verbod op alle vormen van seksueel geweld.
Landen moesten ook een einde maken aan de straffeloosheid en daders vervolgen; wat essentieel was voor het herstel na een conflict.
Men wilde meer vrouwen inzetten als waarnemer, onderhandelaar en vredeshandhaver.

### Handelingen
Seksueel geweld kan, indien gebruikt als oorlogsstrategie of aanval op de bevolking, een gewapend conflict doen escaleren of verlengen en vrede hypothekeren.
Maatregelen om dergelijk geweld te voorkomen of erop te reageren konden aldus bijdragen aan de internationale vrede en veiligheid (de taak van de VN-Veiligheidsraad).
De Veiligheidsraad herhaalde zijn eis dat alle partijen in gewapende conflicten onmiddellijk een einde zouden maken aan alle seksueel geweld.
De secretaris-generaal werd gevraagd in zijn jaarlijkse rapporten een lijst toe te voegen van deze partijen, zodat de VN zich specifiek tot hen kon richten.
De Raad verwelkomde ook de invoering van opleidingsmaterialen voor de strijd tegen seksueel geweld voor VN-blauwhelmen.

## Verwante resoluties
- Resolutie 1889 Veiligheidsraad Verenigde Naties (2009)
- Resolutie 1894 Veiligheidsraad Verenigde Naties (2009)
- Resolutie 1998 Veiligheidsraad Verenigde Naties (2011)
- Resolutie 2068 Veiligheidsraad Verenigde Naties (2012)

Lijst ·  1908 ·  1909 ·  1910 ·  1911 ·  1912 ·  1913 ·  1914 ·  1915 ·  1916 ·  1917 ·  1918 ·  1919 ·  1920 ·  1921 ·  1922 ·  1923 ·  1924 ·  1925 ·  1926 ·  1927 ·  1928 ·  1929 ·  1930 ·  1931 ·  1932 ·  1933 ·  1934 ·  1935 ·  1936 ·  1937 ·  1938 ·  1939 ·  1940 ·  1941 ·  1942 ·  1943 ·  1944 ·  1945 ·  1946 ·  1947 ·  1948 ·  1949 ·  1950 ·  1951 ·  1952 ·  1953 ·  1954 ·  1955 ·  1956 ·  1957 ·  1958 ·  1959 ·  1960 ·  1961 ·  1962 ·  1963 ·  1964 ·  1965 ·  1966